# Rafael Canogar

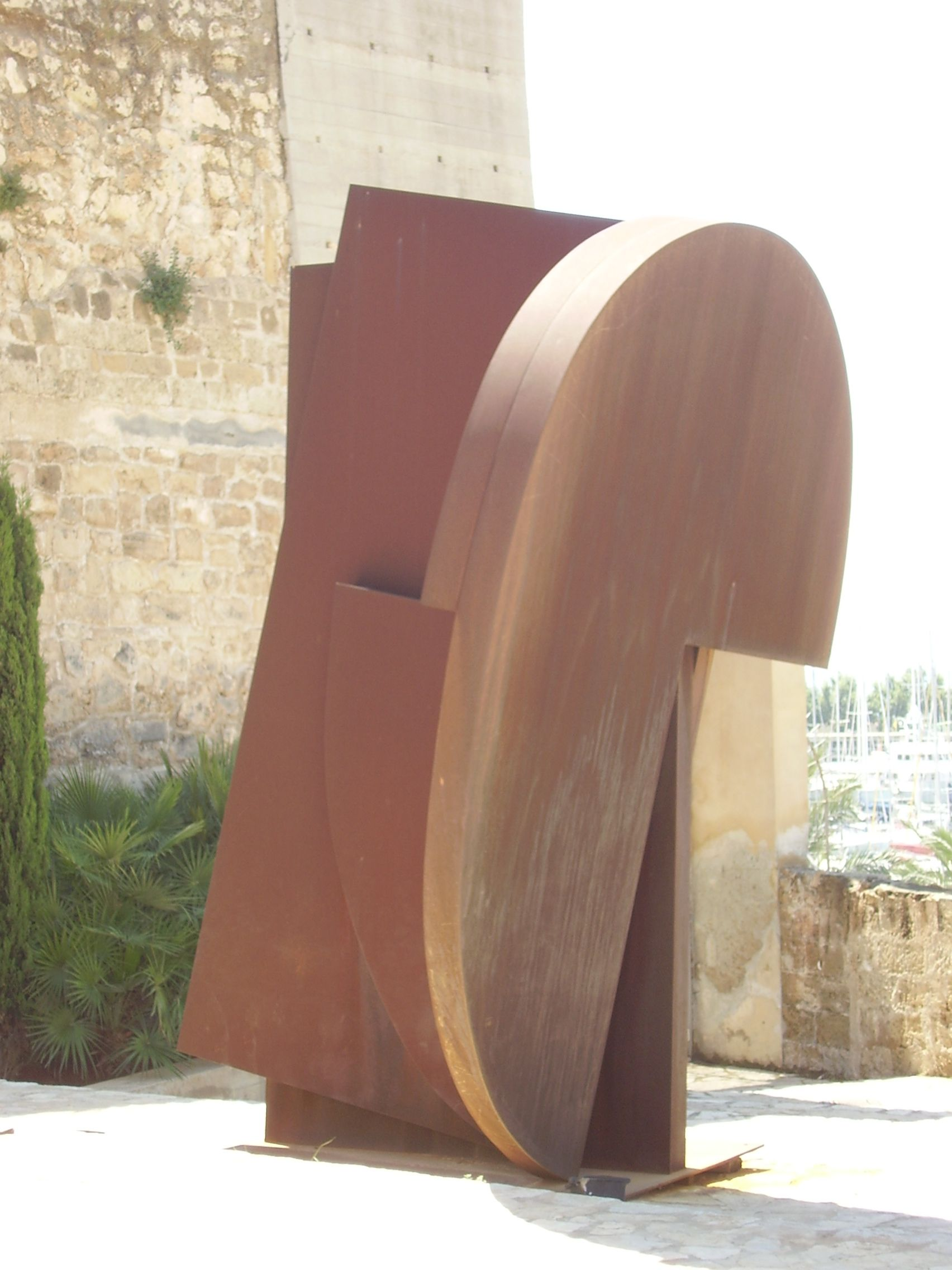
Cabeza (2003), Museo Es Baluard in Palma de Mallorca

Rafael Canogar (Toledo, 1935) is een Spaanse schilder, graficus en beeldhouwer.

## Leven en werk
Canogar werkte van 1949 tot 1954 in het atelier van de schilder Daniel Vázques Díaz (1882-1969), waar hij leerde schilderen en tekenen. Door hem beïnvloed behoorde hij al snel tot de avant-gardistische en abstracte kunstenaars. In 1954 had hij zijn eerste expositie in Galería Altamira in Madrid en in 1955 bezocht hij Parijs, waar hij kennismaakte met het abstract expressionisme, het constructivisme en het neoplasticisme. Hij vertegenwoordigde tussen 1955 en 1964 de informele abstractie. In 1957 behoorde hij, met onder anderen de kunstenaars Antonio Saura, Pablo Serrano Aguilar, Martín Chirino en Luis Feito, tot de oprichters van de kunstenaarsgroepering El Paso (1957-1960). De tentoonstelling Jonge Spaanse Kunst was in 1959 te zien in het Gemeentemuseum Den Haag en het Stedelijk Museum (Amsterdam).
Hij reisde om het Franco-regime te ontvluchten naar Italië en Frankrijk en nam in 1960 deel aan de expositie New Spanish Painting and Sculpture in het Museum of Modern Art in New York. Van 1965 tot 1966 was hij gasthoogleraar aan het Mills College voor vrouwelijke studenten in Oakland (Californië) en in 1969 leidde hij in Los Angeles de Tamarind Lithography Workshop. In 1972 won hij de "Gran Premio" van de Biënnale van São Paulo in de Braziliaanse stad São Paulo. Met een beurs van de Deutsche Akademische Austauschdienst (DAAD) verbleef Canogar van 1972 tot 1974 in Berlijn. Hij won in 1982 de "Premio Nacional de Artes Plásticas" en werd in 1998 benoemd in de Real Academia de Bellas Artes de San Fernando.
Zijn werk bevindt zich in de collecties van vele musea in Spanje, onder andere het Museo de Arte Abstracto Español in Cuenca, en werd geëxposeerd in Europa, Noord- en Zuid-Amerika.